# Bojalodiplosis anabasidis
Bojalodiplosis anabasidis är en tvåvingeart som beskrevs av Fedotova 1990. Bojalodiplosis anabasidis ingår i släktet Bojalodiplosis och familjen gallmyggor.
Artens utbredningsområde är Kazakstan. Inga underarter finns listade i Catalogue of Life.